# 萬卡區
萬卡區（西班牙語：Distrito de Huanca），是秘魯的一個區，位於該國南部阿雷基帕大區的卡伊尤馬省，始建於1927年2月14日，面積391.16平方公里，海拔高度3,080米，2005年人口1,919，人口密度每平方公里4.9人。